# Myriam Beaudoin
 (décembre 2017).
Si vous disposez d'ouvrages ou d'articles de référence ou si vous connaissez des sites web de qualité traitant du thème abordé ici, merci de compléter l'article en donnant les références utiles à sa vérifiabilité et en les liant à la section « Notes et références ».
Myriam Beaudoin est une auteure québécoise née à Sherbrooke en avril 1976.

## Biographie
Née au Québec, Myriam Beaudoin vit la majorité de son enfance et de son adolescence au Rwanda et au Mali. En 1994, elle rentre au Canada afin d'entreprendre des études universitaires. Elle fréquente d'abord les universités d'Ottawa et de Valladolid.
En 1998, la mort de son père l'incite à quitter le Canada pour enseigner à des enfants au Brésil. C'est lors de son retour au Canada qu'elle complète une maîtrise en création littéraire à l'Université McGill. C'est son expérience en tant que professeur à l'école primaire Belz à Outremont, destinée aux jeunes juives hassidiques, qui inspire son roman le plus connu, Hadassa. L'auteure enseigne maintenant le français à des élèves de deuxième secondaire dans une école privée pour filles à Montréal.

## Œuvres
- Un petit bruit sec, Montréal, Éditions Triptyque, 2003
- Hadassa, Montréal, Éditions Leméac, 2006
- 33, chemin de la baleine, Montréal, Éditions Leméac, 2009
- Épiphanie : confession, Montréal, Éditions Leméac, 2019

## Distinctions et honneurs
- 2007: Lauréate, Prix littéraire des collégiens pour Hadassa[1]